# Margattea variegata
Margattea variegata es una especie de cucaracha del género Margattea, familia Ectobiidae. Fue descrita científicamente por Brunner von Wattenwyl en 1898.
Habita en Indonesia (Java).